# 大鰭盤唇鱨
大鰭盤唇鱨，為輻鰭魚綱鯰形目倒立鯰科的其中一種，分布於非洲尚比亞Luongo河流域，體長可達9.8公分，被IUCN列為次級保育類動物。

## 扩展阅读
維基物種上的相關：大鰭盤唇鱨